# Theridiosoma savannum
Theridiosoma savannum är en spindelart som beskrevs av Chamberlin och Ivie 1944. Theridiosoma savannum ingår i släktet Theridiosoma och familjen strålspindlar. Inga underarter finns listade i Catalogue of Life.